# Hormilleja
Hormilleja è un comune spagnolo di 171 abitanti situato nella comunità autonoma di La Rioja.